# 阿弥陀如来
阿弥陀如来（あみだにょらい）は、大乗仏教における信仰対象である如来の一尊（報身仏）。

## 概略
阿弥陀如来は諸仏の中で最も光明が優れていて、唯一どんなに罪の重い衆生でも無条件で救うことのできる如来である。西方にある極楽浄土という仏国土（浄土）の教主とされる（東方は薬師如来）。大乗仏教は多元的な世界観であるが現世から西方に十万億仏土過ぎた先に阿弥陀如来の教化する極楽浄土があるとする。悟りを得て如来になった者は仏々相念という神通力（現代的に言えばテレパシー）を使用できるようになり他の如来と意思疎通ができるようになるが、釈迦如来は阿弥陀如来と意思疎通し、阿弥陀如来の功徳を説いたという。『阿弥陀経』は釈迦が阿弥陀如来と西方浄土について説くという内容だが、阿弥陀如来への帰依を最重視する浄土真宗では、釈迦は阿弥陀如来の存在を説くために現れた存在だと解釈する。
浄土教系の仏教では、阿弥陀如来は自らの名を称える者（「南無阿弥陀仏」と称名念仏をする者）を必ず極楽浄土に迎え入れるという誓いを立てたとし、阿弥陀如来への帰依で浄土に往生し輪廻から解脱できると説く。浄土教系諸宗派の教義によれば、六道輪廻で生まれ変わることのできる最上位の天界の天人（天の人々）は清浄であるが不老不死ではなく寿命を迎えれば六道のいずれかに転生するのに対して、阿弥陀如来の教化する極楽浄土に往生した者は永遠の生命と至福が得られるという。『往生要集』では現世の人間より遥かに楽欲を受ける天人でも最後は天人五衰の苦悩を免れないと説いて、速やかに阿弥陀如来に帰依して六道輪廻から解脱し浄土に往生すべきと力説している。
浄土教系諸宗派の来世観は「浄土に行ったきりの来世観」になり事実上輪廻転生を否定する内容だが、浄土に往生した者が他の人々を救済するために再び現世に戻ってくるとする教義（還相回向）によって輪廻転生を一部肯定する教派もある。

## 名称
梵名はアミターバ（अमिताभ, Amitābha）、あるいはアミターユス （अमितायुस्, Amitāyus）といい、それを阿弥陀と音写する。阿弥陀仏（阿弥陀佛）ともいい、また略して弥陀仏ともいう。
梵名のアミターバは「量しれない光を持つ者」、アミターユスは「量りしれない寿命を持つ者」の意味で、これを漢訳して・無量光仏、無量寿仏ともいう。

## 成立年代
上座部仏教の側からは、釈迦は現世を一切皆苦とし、欲や執着を絶って輪廻から解脱して二度と生まれ変わることなく涅槃に至る状態（「灰身滅智」の状態、または肉体のない不可知的な状態）を至高としたのであって、来世救済（浄土への往生）は説いていないと解釈している（大乗非仏説）。上座部仏教の教義では釈迦在世中のバラモン教の教義に起源をもつ「天界」の存在は想定するが、それよりも上位に位置する「浄土」の存在は想定しない。
阿弥陀信仰の成立年代とその地域については、仏像にせよ、文献にせよ、特定の手がかりとなるものが少ない。しかし、浄土系経典に用いられる仏教用語は部派仏教の用語を下敷きとしており、少なくとも部派仏教確立より以後の成立と考えられる。また浄土系経典の漢訳者の出身地は西域および北インドが多いことから、これらの地域で阿弥陀信仰が盛んであったことがうかがえる。
阿弥陀如来とその浄土救済信仰について、伝統的なインド地域の輪廻転生思想とは異なるものだとして、アレクサンドロス大王の東方遠征以降、ギリシア系のインド・グリーク朝やイラン系のクシャーナ朝などの支配のもと、北インドと西方世界の交流があったことを背景に、ゾロアスター教やミトラ教、あるいはキリスト教などが成立に影響したとの説も見られるが、いまだ客観的根拠に乏しい。
紀元前後頃に最盛期を迎えたガンダーラ仏やマトゥラー仏、キジル石窟で、大乗仏教の浄土教信仰の中心をなす阿弥陀如来の造像・描写は極めて少ない。マトゥラー博物館所蔵の北インドのマトゥラー近郊出土の足だけを残す阿弥陀如来の台座が遡ることのできる最古の造像例と見られ、記銘によると、クシャーナ朝のフヴィシカ王28年（西暦2世紀後半）に、隊商により奉献された阿弥陀如来像であるとする。今のところ、インドでは古代に造像された阿弥陀如来像は上記のマトゥラー博物館所蔵のもの以外は一切発見されていない。
阿弥陀如来に言及した経典の現存する最古の例は、後漢末期の西暦179年に西域僧の支婁迦讖によって漢訳された『仏説般舟三昧経』である。また西暦148年にはすでに安世高が『無量寿経』を漢訳したと伝えられるが、欠本となっており現存しない。西暦2世紀末になってこれらの文献が出現することから、阿弥陀信仰と教義はクシャーナ朝前期の西暦1世紀から2世紀の間に発達したと推測される。
- クシャーナ朝のフヴィシカ王28年の銘文のある阿弥陀如来の台座（マトゥラー博物館（英語版）所蔵）

## 経典・儀軌

### 浄土三部経
「浄土三部経」の内、『無量寿経』と『阿弥陀経』の成立時期については、無量寿経の成立時期と編纂者を参照。
『観無量寿経』については、サンスクリット原典が2011年現在発見されていない。中央アジアで作成されたと考えられる。
『仏説無量寿経』
一切の衆生救済のために王位を捨てて、世自在王仏のもとで法蔵菩薩と名乗り修行し、衆生救済のために五劫思惟し、浄土への往生の手立てを見出し、衆生救済のための「四十八願」を発願したのち、改めて誓いを立て修行し、それが成就し仏となった報身仏と説かれる。また、現在も仏国土である「極楽」で説法をしていると説かれている。
特に浄土教諸宗においては、「四十八願」のうち「第十八願」を重要視する。
『仏説阿弥陀経』
「極楽」のありさまと、阿弥陀仏の徳が説かれる。東方・南方・西方・北方・下方・上方世界のガンジス河の砂の数ほどの諸仏から賞賛されていると説かれる。そして「極楽」に生まれる方法が説かれる。

## 信仰
大乗仏教では三身説をとるが、姿・形をもたない宇宙の真理たる法身仏、有始・無終の存在で衆生を救う仏である報身仏（人間に対する方便として人の姿をして現れることもある）、衆生を救うため人間としてこの世に現れる応身仏（釈迦如来）と説明される。阿弥陀如来は報身仏であるとされる。

### 浄土真宗
浄土真宗においては、阿弥陀如来一仏を本尊とする。中心教義も阿弥陀如来の本願力にのみ帰依することとする（詳細は、他力本願を参照）。真宗においては、『観無量寿経』の「住立空中尊」という表現から、立像であるべきとされる。
末法濁世の衆生は、煩悩具足の凡夫であり、自らの力（自力）では、いかなる善も完遂しえないとする。そのため「他力」によってのみ救済されるとする。
釈尊が「浄土三部経」によって説かれたことに由来し、善導は『観無量寿経疏』にて、法然は『選択本願念仏集』（『選択集』）にて注釈し、それらを受けた親鸞が『顕浄土真実教行証文類』（『教行信証』）において引用・注釈する。この事は『歎異抄』の第二章に、端的に述べられている。

### 最も優れた仏としての阿弥陀仏
浄土教諸宗において主に用いられる『仏説無量寿経』では、「無量寿仏の威神光明、最尊第一にして、諸仏の光明及ぶこと能わざるところなり」、親鸞の著書『顕浄土真実教行証文類』では、「十方恒沙の諸仏如来、みな共に無量寿仏の威神功徳不可思議なるを讃嘆したまう。また言わく、無量寿仏の威神、極まりなし。十方世界無量無辺不可思議の諸仏如来、彼を称嘆せざるはなし」「諸仏中の王なり、光明中の極尊なり」とする。

### 根本仏としての阿弥陀仏
西山深草派の顕意は、阿弥陀如来を一切の仏の根本とし、諸仏は阿弥陀仏を化主とすると主張する。この理解の教証として顕意は、善導が『般舟経』に依拠して説いた言葉である「三世の諸仏は念弥陀三昧によって正覚を得た」をあげる。しかし、鎮西派の良忠は「念阿弥陀仏三昧」は『般舟経』においては説かれず、一切の仏は阿弥陀仏を念じて成仏した訳ではないとし、「念仏三昧」を「念阿弥陀仏三昧」とする理解は阿弥陀仏を「法門の主」とするための善導の独自解釈だとする。

### チベット仏教
チベット仏教では、無量寿仏と無量光仏は区別されている。また、ゲルク派第二位のパンチェン・ラマは無量光仏の化身とされる。チベット死者の書によれば、（大日如来、阿閦如来、宝生如来に続いて）死後の4日目に魂の救済に現れるとされる。

### その他の宗派における阿弥陀如来
真言宗の覚鑁は、真言密教における大日如来と浄土教の阿弥陀如来は同体であるとし、密教的な浄土である「密厳浄土」と阿弥陀如来の「西方浄土」は同一のものであると説いた。覚鑁は「密教的浄土教」を大成したが、その教義では大日如来は人を浄土へ導く仏として解釈される。

## 真言・陀羅尼
- 小咒は、オン・アミリタ・テイセイ・カラ・ウン[注釈 7]（oṃ amṛta-teje hara hūṃ）。

- 大咒（無量寿如来根本陀羅尼）は、ノウボウ・アラタンノウトラヤーヤ・ノウマク・アリヤーミターバーヤ・タタギャタヤアラカテイ・サンミャクサンボダヤー・タニャタ・オン・アミリテイ・アミリトウドバンベイ・アミリタサンバンベイ・アミリタギャラベイ・アミリタシッテイ・アミリタテイセイ・アミリタビキランデイ・アミリタビキランダギャミネイ・アミリタギャギャノウキチキャレイ・アミリタドンドビソワレイ・サラバアラタサダニエイ・サラバキャラマキレイシャキシャヨウキャレイ・ソワカ。

- チベット伝承の「無量光仏心咒」は、オーン・アミターバ・フリーヒ（oṃ amitābha hrīḥ）[8]。
  - またはオーン・アミデーヴァ・フリーヒ (oṃ amideva hrīḥ)[9]、ཨོཾ་ཨ་མི་དྷེ་ཝ་ཧྲཱིཿ

- チベット伝承の「無量寿仏心咒」は、オーン・アマーラニ・ジーヴァーンティーイェー・スヴァーハー（oṃ amāraṇi jīvāntīye svāhā）[8]。

## 曼荼羅
- 当麻曼荼羅

## 垂迹神
- 熊野権現
- 八幡神

## 像形

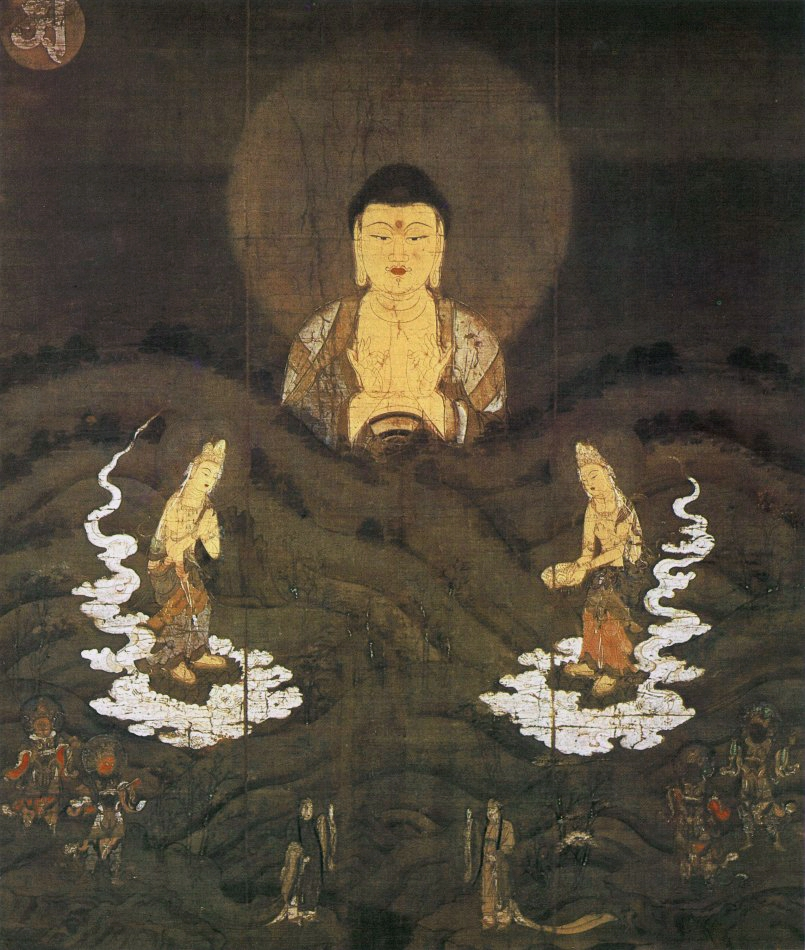
絹本著色山越阿弥陀図
（京都・禅林寺（永観堂）所蔵）

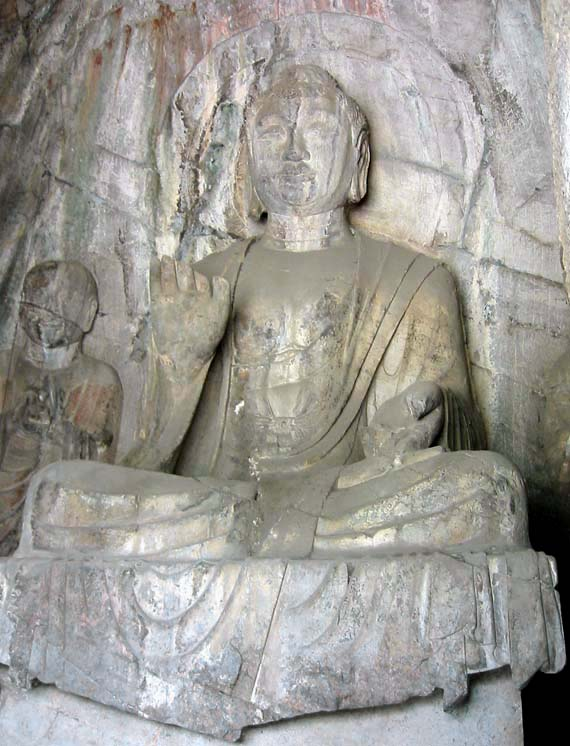
阿弥陀如来像（龍門石窟潜渓寺洞主尊）唐時代

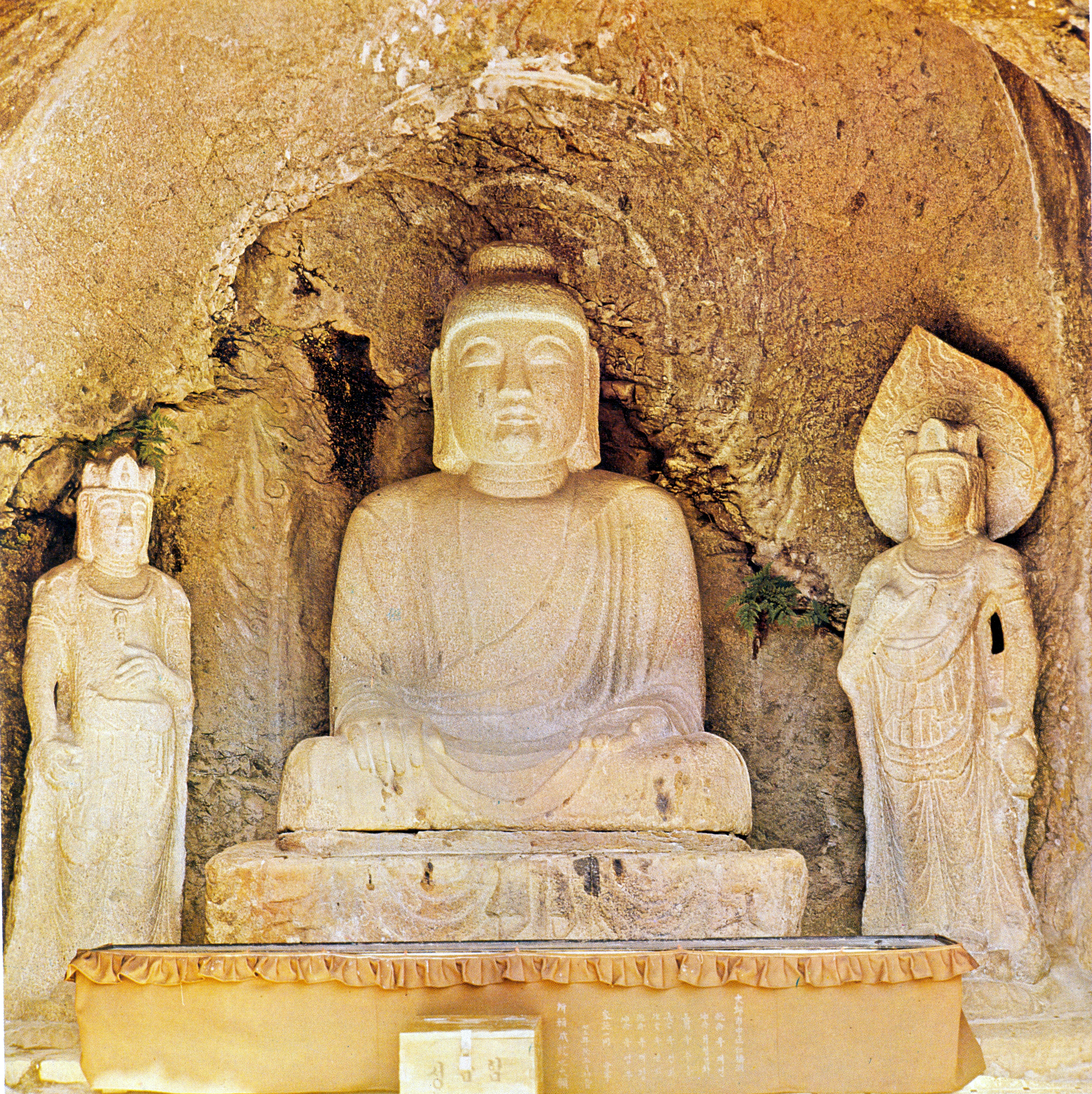
軍威石窟阿弥陀三尊像（韓国慶尚南道）新羅統一時代 7世紀

三昧耶形は蓮の花（金剛界曼荼羅では開花した蓮華、胎蔵曼荼羅では開きかけた蓮華）。種子（種子字）は ह्रीः (キリーク、hrīḥ）。
造形化された時は、装身具を着けない質素な服装の如来形で、印相は定印、説法印、来迎印などがある（詳しくは印相を参照のこと）。
阿弥陀三尊として祀られるときは、脇侍に観音菩薩・勢至菩薩を配する。
密教においては、五仏（五智如来）の一如来として尊崇される。像容は一般的には上記の顕教のものと同じだが、一部には装身具を身につけたものもある。
密教式の阿弥陀如来のうち、紅玻璃色阿弥陀如来と呼ばれるものは髷を高く結い上げて宝冠を戴き体色が赤いのが特徴である。主に真言宗で伝承される。
また宝冠阿弥陀如来というものもあり、こちらは天台宗の常行三昧の本尊として祀られる。紅玻璃色阿弥陀如来と同じく宝冠などの装身具を身につけ、金剛法菩薩、金剛利菩薩、金剛因菩薩、金剛語菩薩の四菩薩を眷属とする。

### 日本における主な作例
国宝

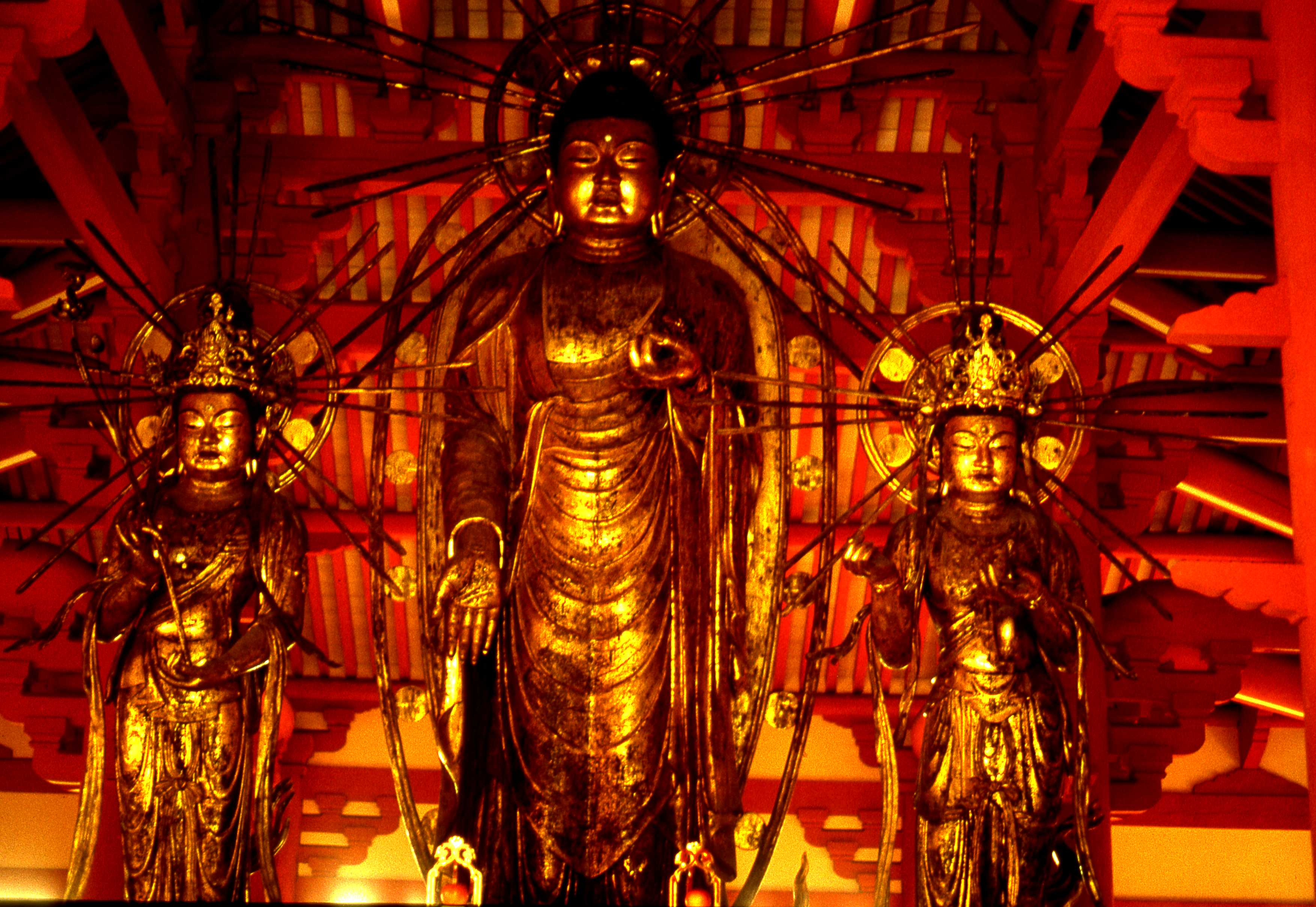
阿弥陀三尊像（兵庫・浄土寺）

- 中尊寺 「木造阿弥陀如来坐像」[10] - 金色堂堂内緒像のうち「木造阿弥陀如来及両脇侍像」3躯。
- 高徳院 「銅造阿弥陀如来坐像」[11] - 通称「鎌倉大仏」。
- 平等院 「木造阿弥陀如来坐像」（鳳凰堂安置）[12] - 定朝作
- 広隆寺 「木造阿弥陀如来坐像」（講堂安置）[13]
- 仁和寺 「木造阿弥陀如来像」[14]（金堂安置）
- 法界寺 「木造阿弥陀如来坐像」（阿弥陀堂安置）[15]
- 三千院 「木造阿弥陀如来坐像」（往生極楽院阿弥陀堂安置）[16]
- 清凉寺 「木造阿弥陀如来坐像」（棲霞寺旧本尊）[17]
- 浄瑠璃寺 「木造阿弥陀如来坐像」（本堂安置）[18] - 「九体阿弥陀如来像」
- 法隆寺 「銅造阿弥陀如来及両脇侍像」（伝橘夫人念持仏）[19]
- 浄土寺 「木造阿弥陀如来立像」（浄土堂安置）[20] - 快慶作
- 願成就院 「木造阿弥陀如来坐像」（大御堂安置）[21] - 運慶作
- 「絹本著色山越阿弥陀図」（永観堂禅林寺所蔵）[22]
- 「絹本著色山越阿弥陀図」（京都国立博物館所蔵）[23]
- 「絹本著色阿弥陀二十五菩薩来迎図」（知恩院所蔵）[24]

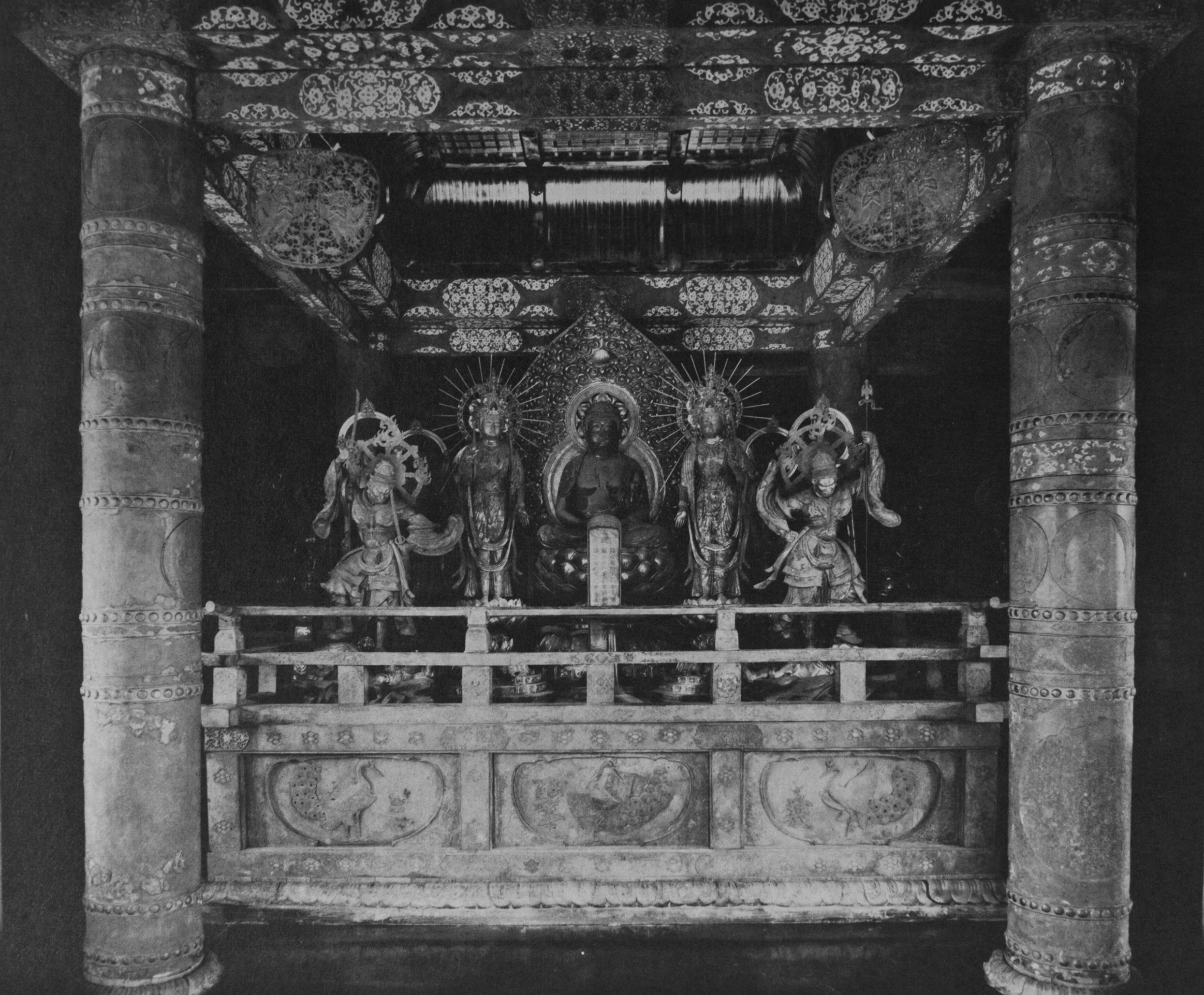
木造阿弥陀如来坐像 （中尊寺・金色堂中壇）
銅造阿弥陀如来坐像 （高徳院・鎌倉大仏）
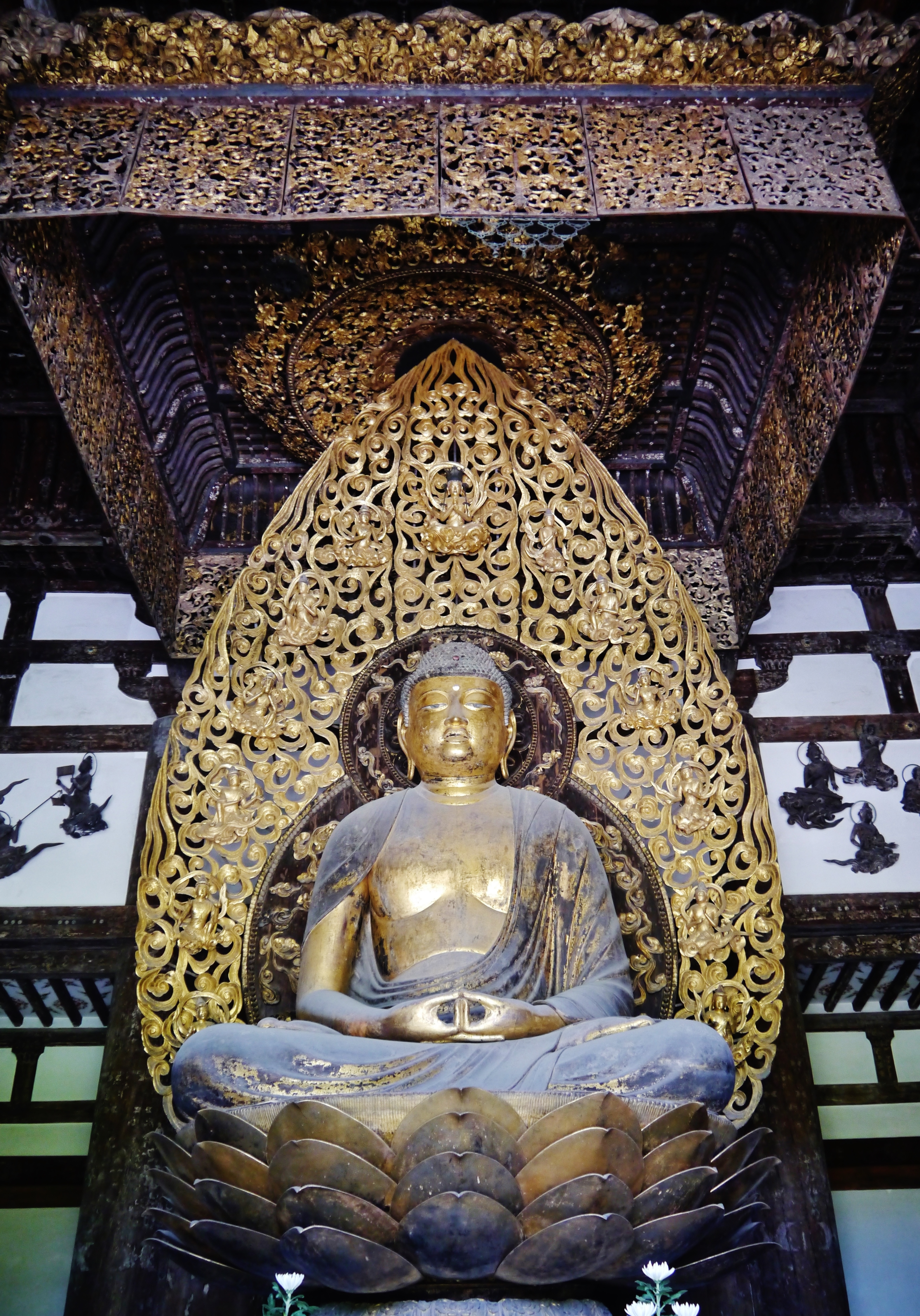
木造阿弥陀如来坐像 （平等院・鳳凰堂）
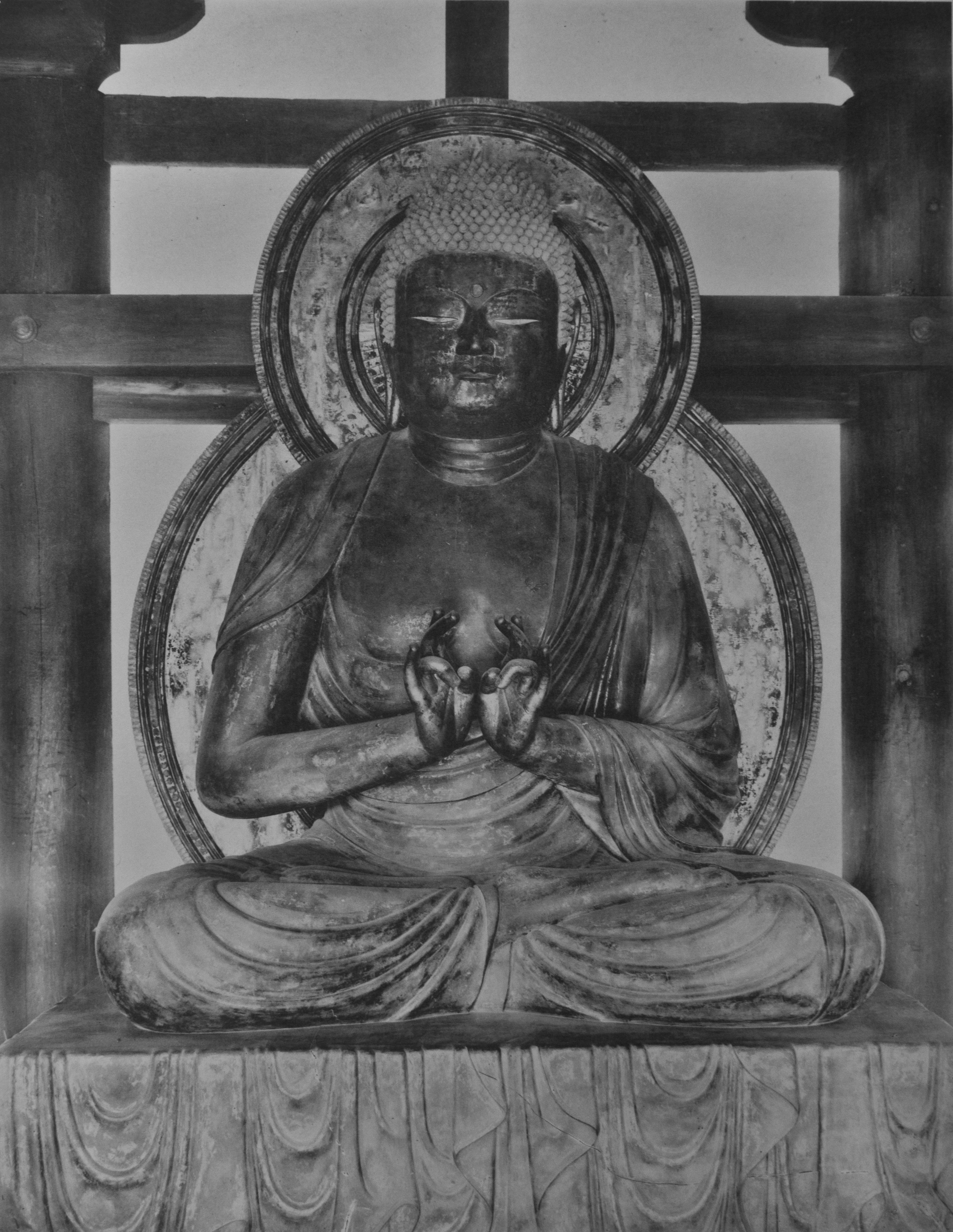
木造阿弥陀如来坐像 （広隆寺・講堂）
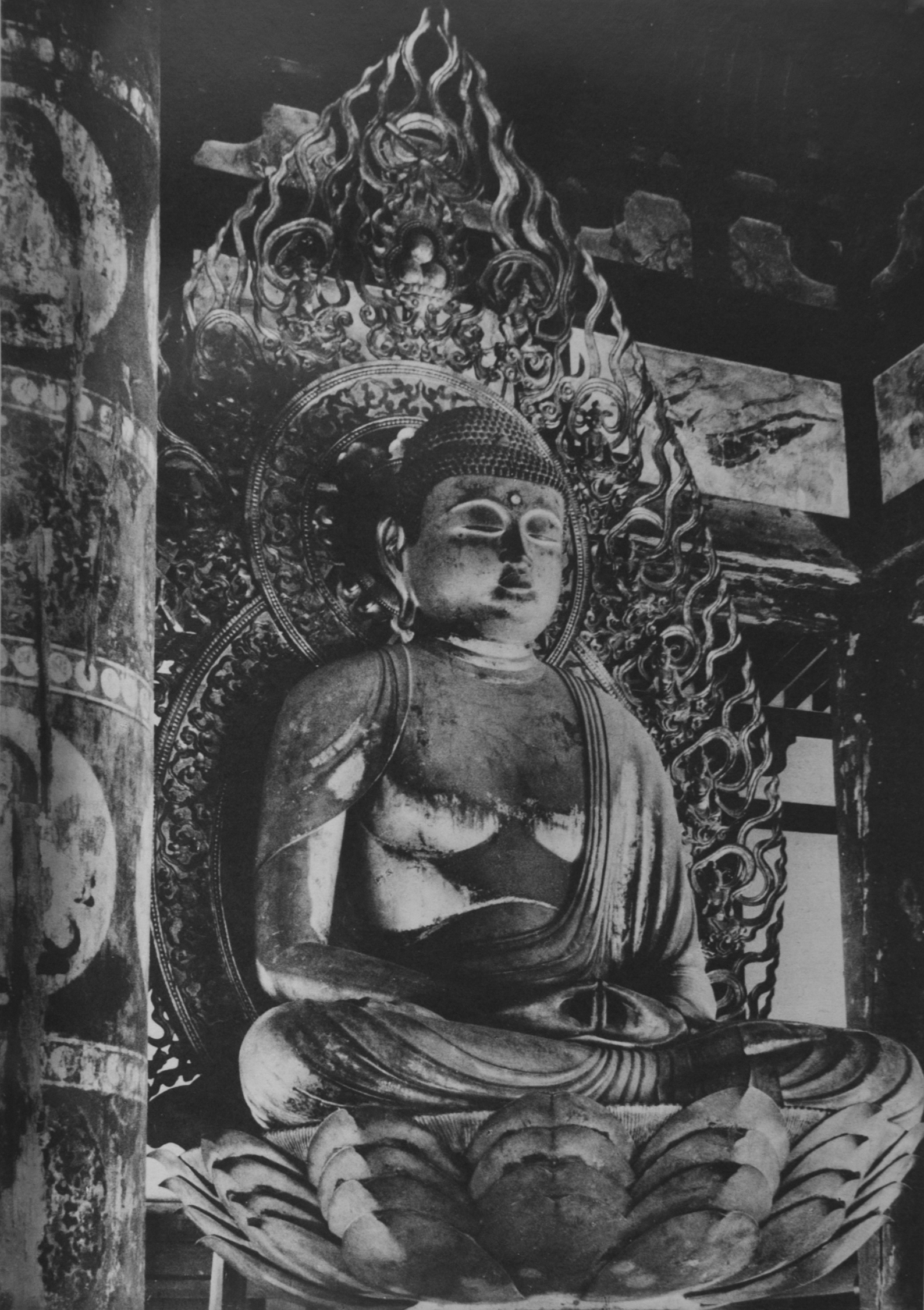
木造阿弥陀如来坐像 （法界寺・阿弥陀堂）
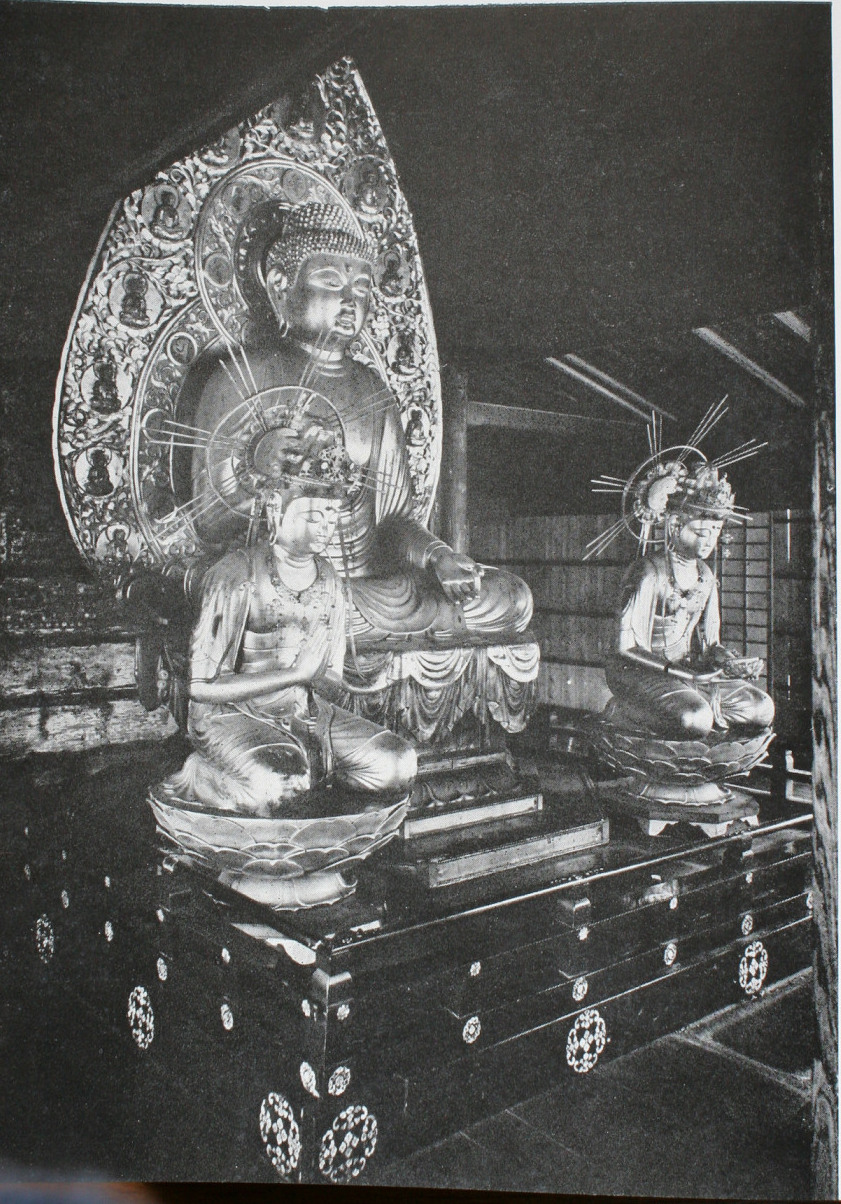
木造阿弥陀如来坐像 （三千院・往生極楽院）
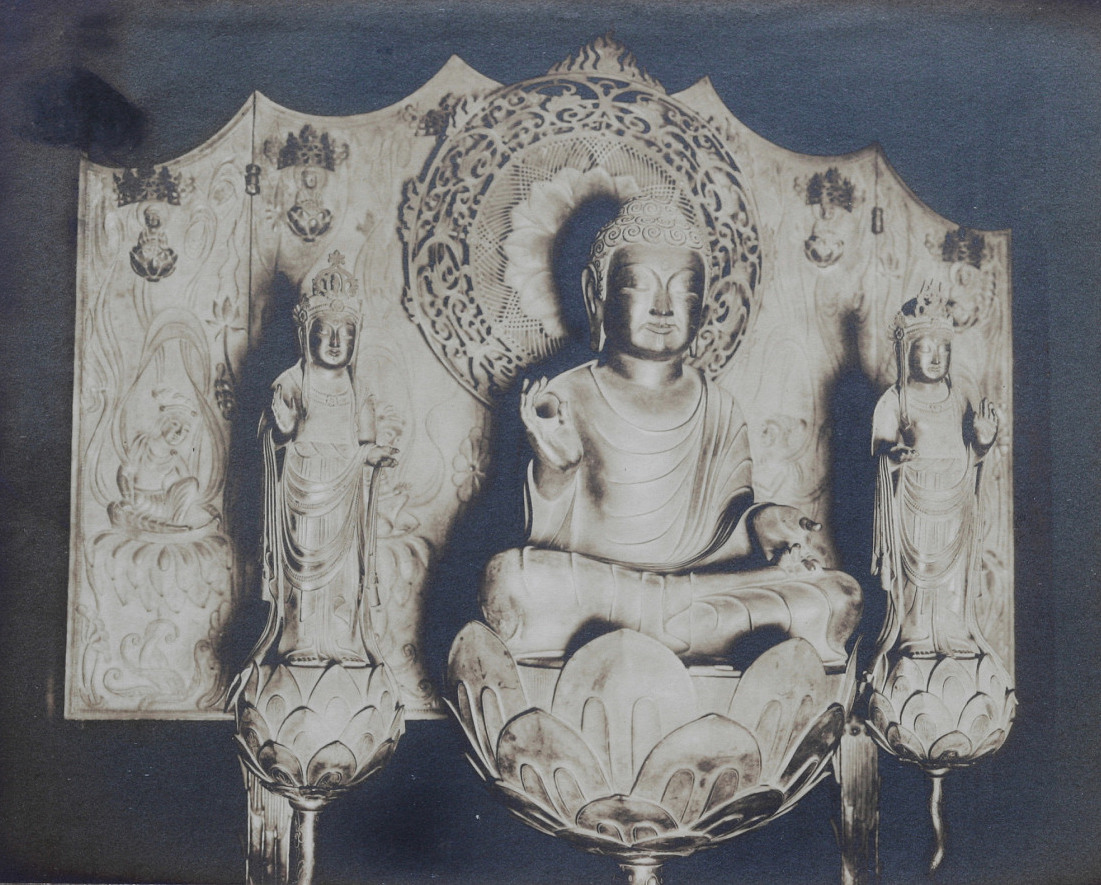
銅造阿弥陀如来及両脇侍像 （伝橘夫人念持仏） （法隆寺）
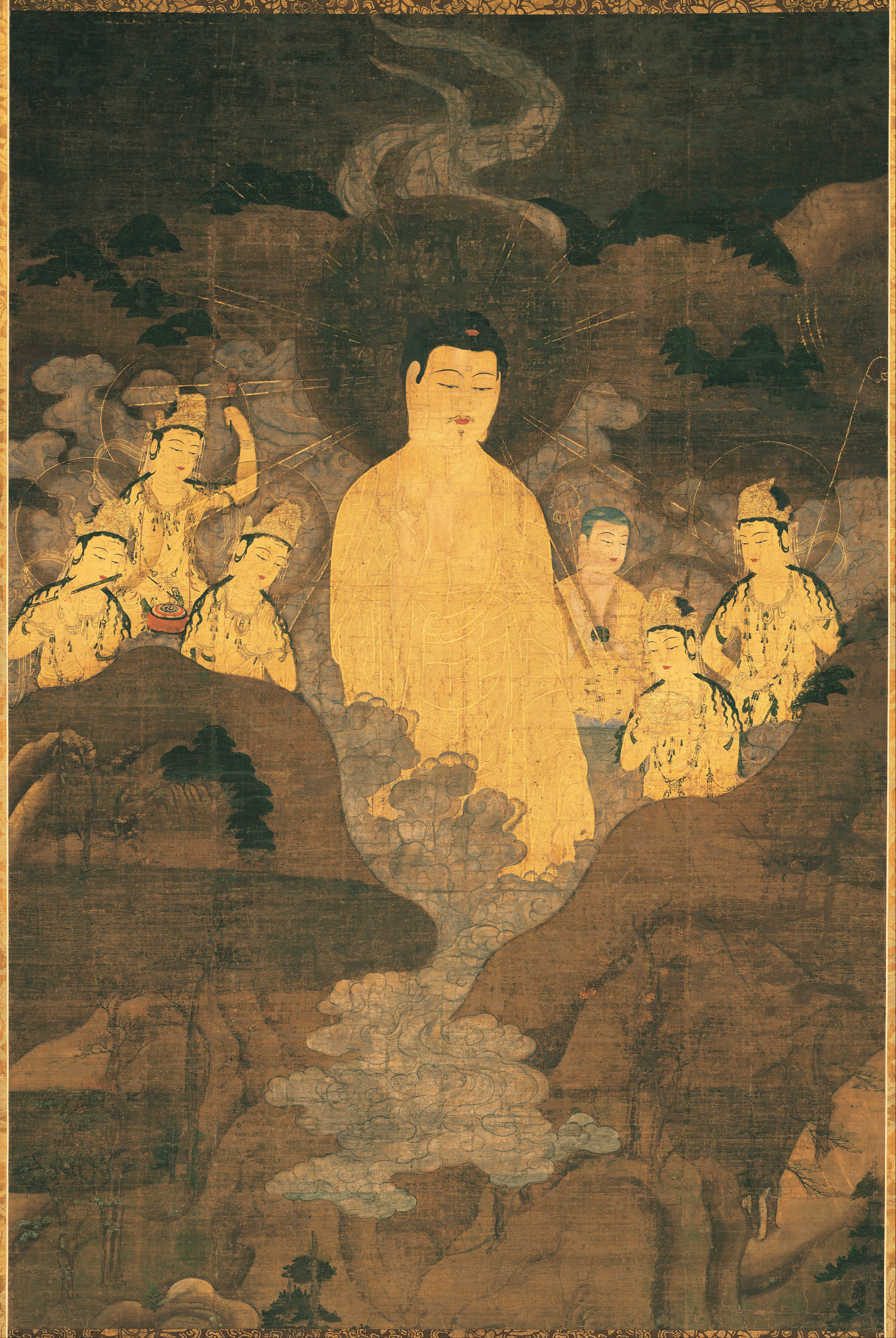
絹本著色山越阿弥陀図 （京都国立博物館）
絹本著色阿弥陀二十五菩薩来迎図 （京都国立博物館）
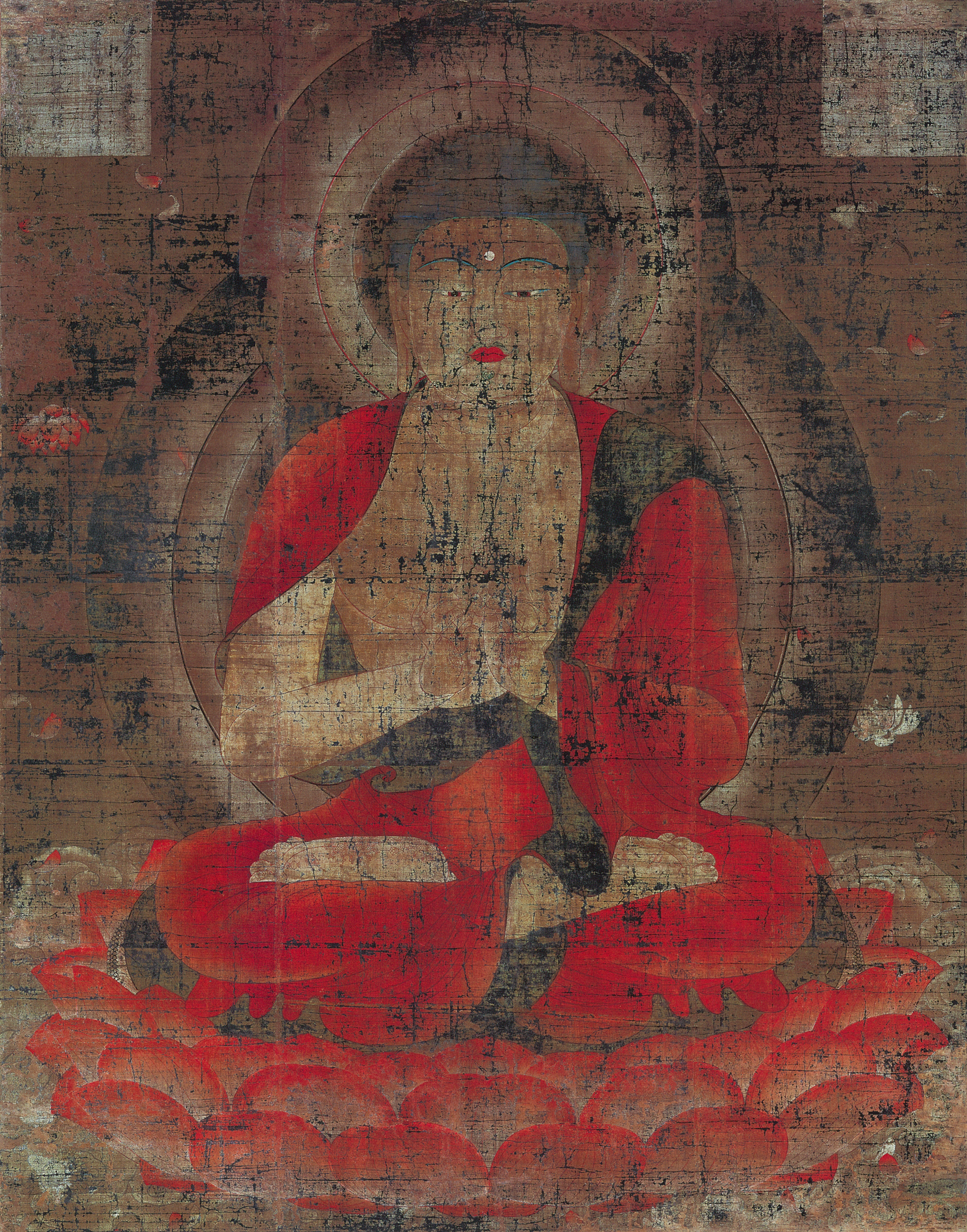
阿弥陀如来像（阿弥陀三尊及童子像のうち）奈良・法華寺

## 日本語への影響
鎌倉時代以降、日本では浄土教の隆盛を受けて、阿弥陀如来に関連した単語や言い回しが登場するようになる。
十八番（おはこ）
前述のとおり、浄土教において四十八願のうち第十八願を本願として重要視することから、もっとも得意なことを指す。（市川家の家の芸歌舞伎十八番の台本を箱入りで保存したことからとする説もある）
あみだくじ
あみだくじの形は元々線を中心から周りに放射状に引いたものであり、それが阿弥陀如来像の光背に似ていたことから。
あみだ被り
帽子やヘルメットを後頭部にひっかけるように浅く被ること。上記と同じく見た目が光背に似ていることから。
他力本願
前述のとおり努力しないことや無責任であることを表現するのに使われるが、本来の意味を誤解・誤用した語である。